# 죠티카
죠티카(힌디어: ज्योतिका, 영어: Jyothika, 1977년 10월 18일 ~ )는 인도의 배우이다.